# Melissa Parmenter
Melissa Parmenter (* 1977 in Mailand) ist eine britische Filmproduzentin und Filmkomponistin.

## Leben
Melissa Parmenter wurde in Mailand geboren und verbrachte ihre Kindheit in Italien. Seit ihrem fünften Lebensjahr erhielt sie von ihrem Vater Geigen- und Klavierunterricht. Als sie neun Jahre alt war, zog die Familie nach England, zunächst nach York und dann nach Oxford. Sie besuchte die Europäische Schule Culham, studierte zunächst an der Londoner Contemporary Dance School, wechselte aber nach einem Jahr an die Durham University, wo sie ein Musikstudium aufnahm.
Nach Abschluss des Studiums 2002 arbeitete sie bei Revolution Films, einer von Michael Winterbottom und Andrew Eaton 1994 gegründeten Produktionsgesellschaft. Von Anfang an konzentrierte sie sich hier auch auf den Bereich Filmmusik. 2003 war sie Associate producer an Winterbottoms umstrittenem Film 9 Songs. Seit dieser Zeit war sie an der Produktion einer Reihe von Wintertbottoms Filmen beteiligt, u. a. bei The Face of an Angel mit Kate Beckinsale, The Wedding Guest mit Dev Patel und in jüngerer Zeit  an Greed mit Steve Coogan, Isla Fisher und David Mitchell. Sie war Mitproduzentin der sogenannten Trip trilogy – The Trip (2010), The Trip to Italy (2014) und The Trip to Spain (2017) –, einer britischen Fernsehserie, die 2020 durch eine vierte und letzte Folge – The Trip to Greece – abgeschlossen wurde.
2003 drehte Winterbottom mit Colin Firth den Film Genova, für den Melissa Parmenter, die den Film mitproduzierte, eine provisorische Filmmusik komponierte und arrangierte, die Winterbottom schließlich in den Score übernahm. Inzwischen hat sie als Komponistin und Pianistin zu einer Reihe von Spielfilmen beigetragen.
Parmenter war 2013 für den BAFTA TV Award nominiert, 2006 für den Europäischen Filmpreis.
Melissa Parmenter und Michael Winterbottom haben einen gemeinsamen Sohn.

## Diskografie
- 2017: Scandinavia; Globe Soundtrack & Score
- 2018: The Killer Inside Me, zusammen mit Joel Cadbury; (Original Motion Picture Score)
- 2018: Genova; Amazon Music
- 2020: Messapica, Classical Crossover, mit Melissa Parmenter (Piano) und Harry Escott (Cello); Globe Soundtrack & Score

## Filmografie (Auswahl)
- 2006: The Road to Guantanamo
- 2008: Genova
- 2010: The Killer Inside Me
- 2011: Trishna
- 2013: The Look of Love
- 2023: Shoshana